# Pedro Blanes Viale

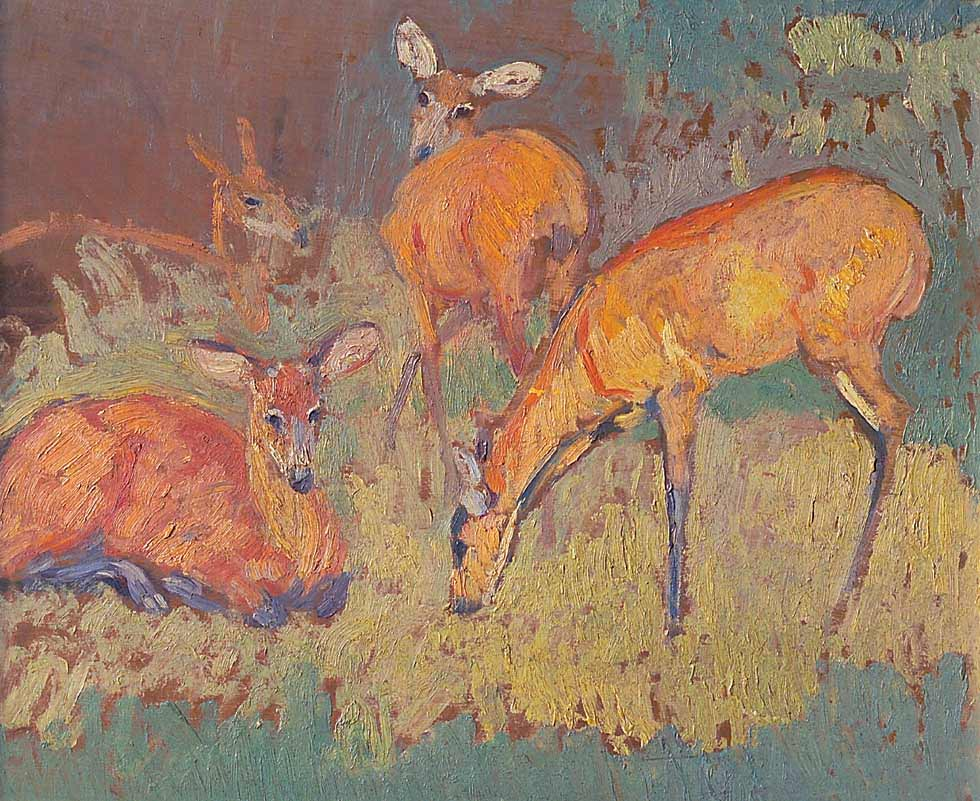
Ciervos

Pedro Blanes Viale (Mercedes, 1878 — Montevidéu, 1926) foi um pintor uruguaio.